# Thorsten Görke
Thorsten Görke (* 22. September 1976 in Borna) ist ein ehemaliger deutscher Fußballspieler, der zuletzt beim sachsen-anhaltischen Verbandsligisten VfB Imo Merseburg unter Vertrag stand. Er spielte als Abwehr- und defensiver Mittelfeldspieler.

## Biographie
Görke begann seine Karriere beim Bornaer SV. Danach wechselte er, noch als Jugendlicher, zum VfB Leipzig. Am 8. Mai 1999 gab er sein Debüt in der 1. Mannschaft (Regionalliga Nordost). Nach insgesamt zwei Ligaspielen 1998/99 hatte er ab 1999/2000 einen Stammplatz inne. Nach dem Abstieg in die Oberliga blieb er dem Verein zunächst treu.
2002 wechselte er zum FC Erzgebirge Aue. Als Stammspieler stieg er am Saisonende mit dem FCE in die 2. Fußball-Bundesliga auf, kam allerdings zur Saison 2003/04 nur noch zu drei Einsätzen und wechselte 2004 zum Oberligisten FC Carl Zeiss Jena. Nach einer einjährigen Station beim Chemnitzer FC spielte er zwei Saisons beim FC Rot-Weiß Erfurt, bevor er 2007 zum Oberligisten Hallescher FC wechselte. Mit Halle stieg Thorsten Görke nach der Saison 2007/08 in die Regionalliga Nord auf. Nach der Saison 2009/10, wo er in Halle nur noch auf wenige Einsätze kam, wechselte er zum 1. FC Lokomotive Leipzig, bei dessen Vorgängerverein VfB Leipzig er seine Profikarriere begonnen hatte. In seiner letzten Saison als Aktiver spielte Görke 2012/13 für den sachsen-anhaltischen Verbandsligisten VfB Imo Merseburg. Dort beendete er im Sommer 2013 seine Spielerkarriere.

## Erfolge
- Sachsenpokal 2002, 2006
- Sachsen-Anhalt-Pokal 2008, 2010